# ニッデラウ
ニッデラウ (ドイツ語: Nidderau, ドイツ語発音: [ˈnɪdɛra͜u]) は、ドイツ連邦共和国ヘッセン州マイン＝キンツィヒ郡の市である。ライン＝マイン地域の北東端にあたる。
ニッデラウはマイン＝キンツィヒ郡で5番目に広い街である。ニッデラウ市はヘッセン州の地域再編の時代、1970年1月1日にヴィンデッケン市とヘルデンベルゲン町が合併して成立した市である。こうした背景から、ニッデラウ市の紋章は現在も、この2つの旧自治体の紋章を組み合わせたものである。1972年1月1日に北部に位置するエルプシュタットとアイヒェンが合併し、最後に1974年7月にオストハイムがこれに加わった。ニッデラウは現在、マイン＝キンツィヒ郡で最も発展しつつある自治体の一つである。

## 地理

### 位置
この街は、ヴェッテラウの南に位置し、フォーゲルスベルク山地の南西の支脈に接しているが、行政上はマイン＝キンツィヒ郡（1970年代まではハーナウ郡）に属している。ニッダー川が市名の由来である。ニッデラウは、2007年に日照時間 1883時間を記録し、ヘッセン州で最も日照時間の長い街となった（2004年と2005年にも一番日照時間の長い街であった）。

### 隣接する市町村
ニッデラウは、西はカルベン、北西はニッダタール、北はアルテンシュタット、東はリーメスハイン（以上、ヴェッテラウ郡）およびハンマースバッハ、南はブルフケーベル、南西はシェーネック（以上、マイン＝キンツィヒ郡）

### 市の構成
- ヘルデンベルゲン
- ヴィンデッケン
- エルプシュタット
- アイヒェン
- オストハイム

## 行政

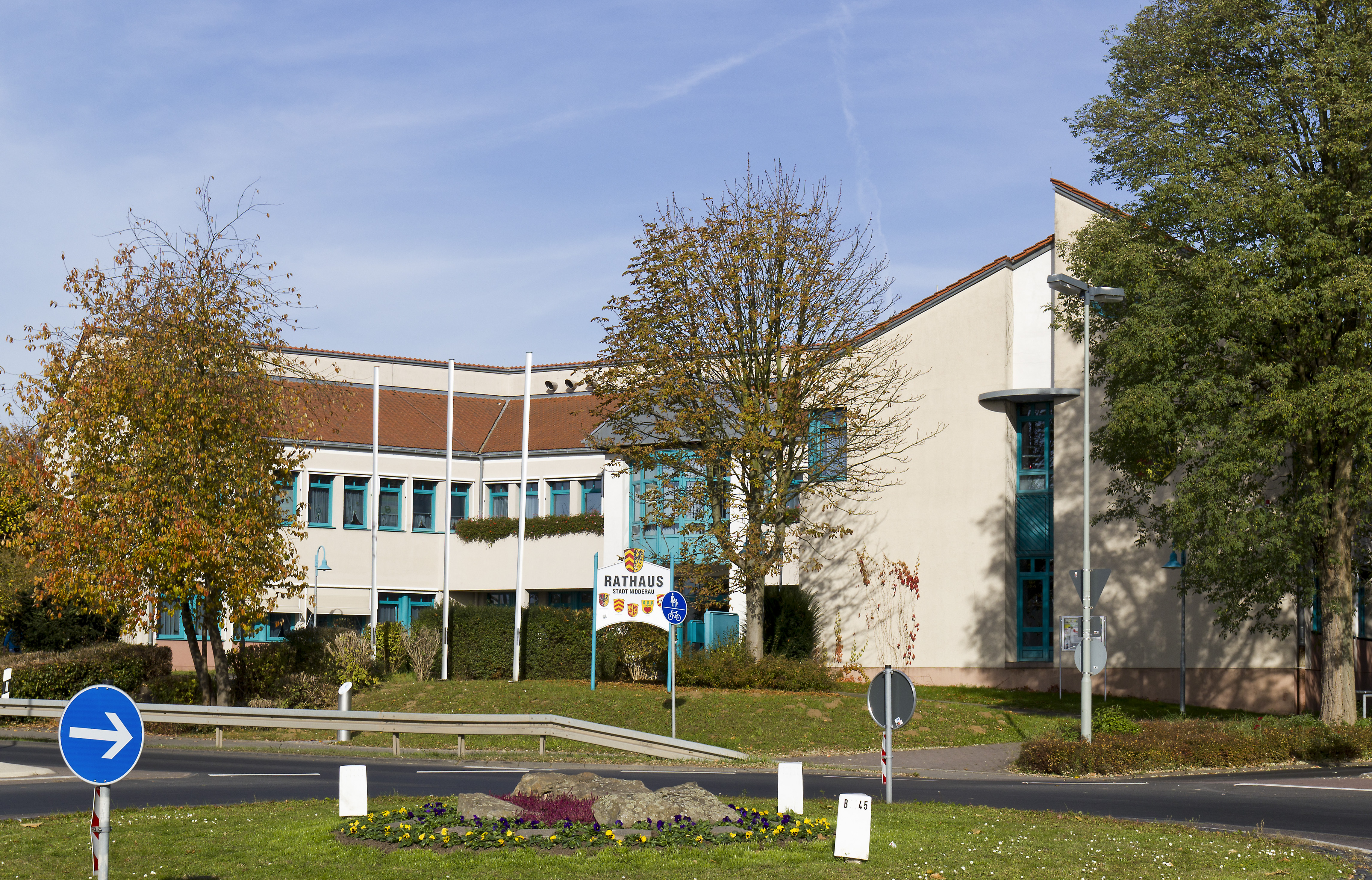
ニッデラウ市庁舎

### 議会
ニッデラウの市議会は、37議席からなる。

### 首長
2021年5月15日からアンドレアス・ベール (SPD) が市長を務めている。彼は、2020年11月29日の選挙で53.23 % の票を獲得して市長に選出された。

### 紋章
1970年に採択された紋章の図柄は、以下の通り: 左右二分割。向かって左は赤地に、3本の金のシェブロネル（逆V字図形）。向かって右側は金地で、分割線から現れる単頭の黒い帝国鷲。

### 姉妹都市
- ゲーレン（ドイツ、テューリンゲン州イルメナウ市）1991年

また、ハンガリー、トルナ県のKurdは2000年3月11日からニッデラウの協力パートナーと位置づけられている。

## 文化と見所

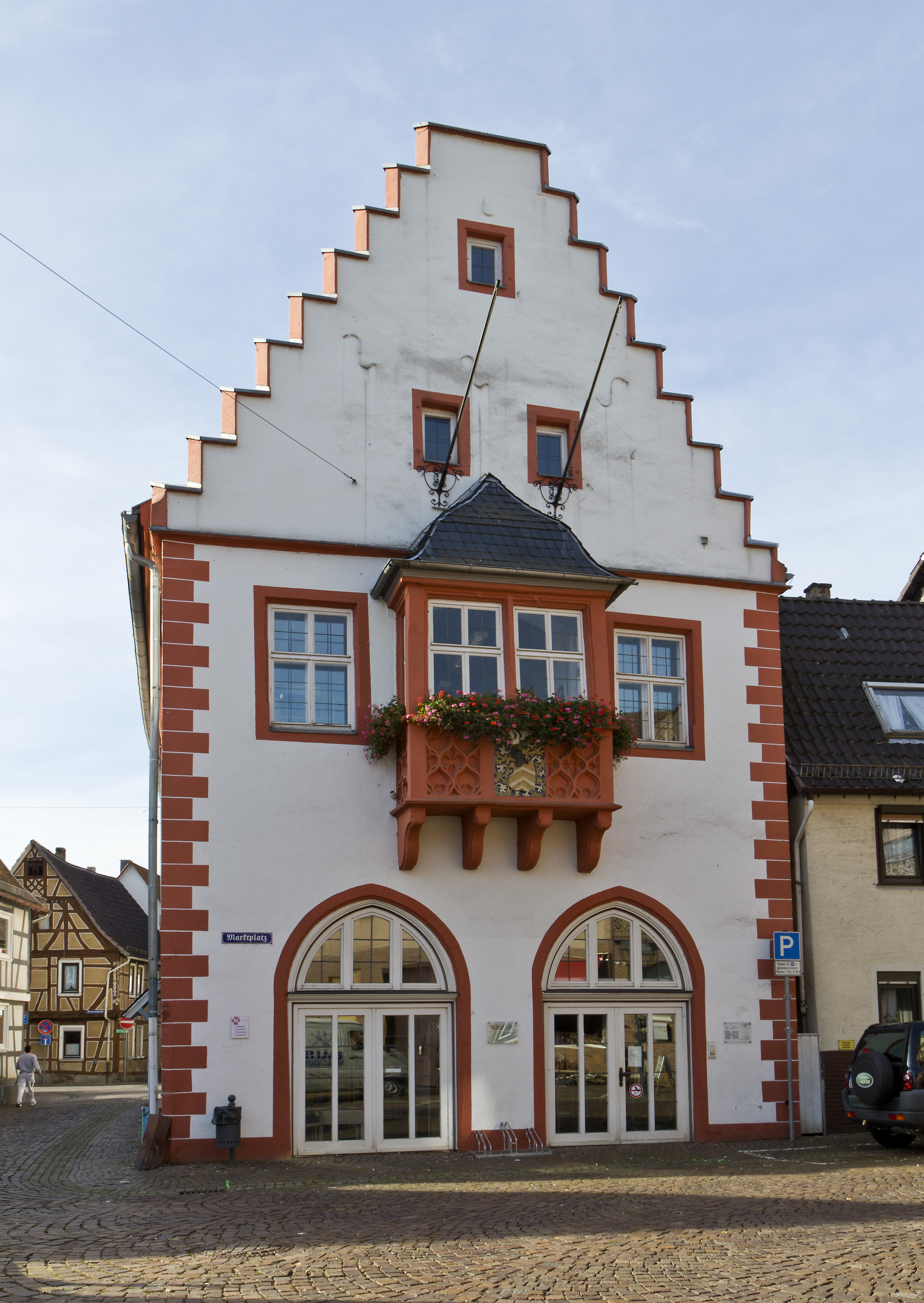
ヴィンデッケンの旧市庁舎

### 見所と観光
- ナウムブルク城。エルプシュタット市区近郊の高台に建つかつての修道院である。
- ヴィンデッケン城趾
- ヴィンデッケン市区の1520年に建造された旧市庁舎とユダヤ人墓地
- ヘルデンベルゲン市区のオーバーブルク
- ヘルデンベルゲン市区の古城ナスブルク城趾（現在は何も遺っていない）
- ヴィンデッケン市区とアイヒェン市区を自転車道バーンラートヴェクが通っている。この自転車道はかつての鉄道の軌道跡を利用してフォーゲルスベルク山地やレーン山地をたどる全長約 250 km の自転車道である。

- オストハイム市区の木組み建築
- ナウムブルク城
- ヴィンデッケン城の城門
- ヘルデンベルゲンのオーバーブルク

## 経済と社会資本

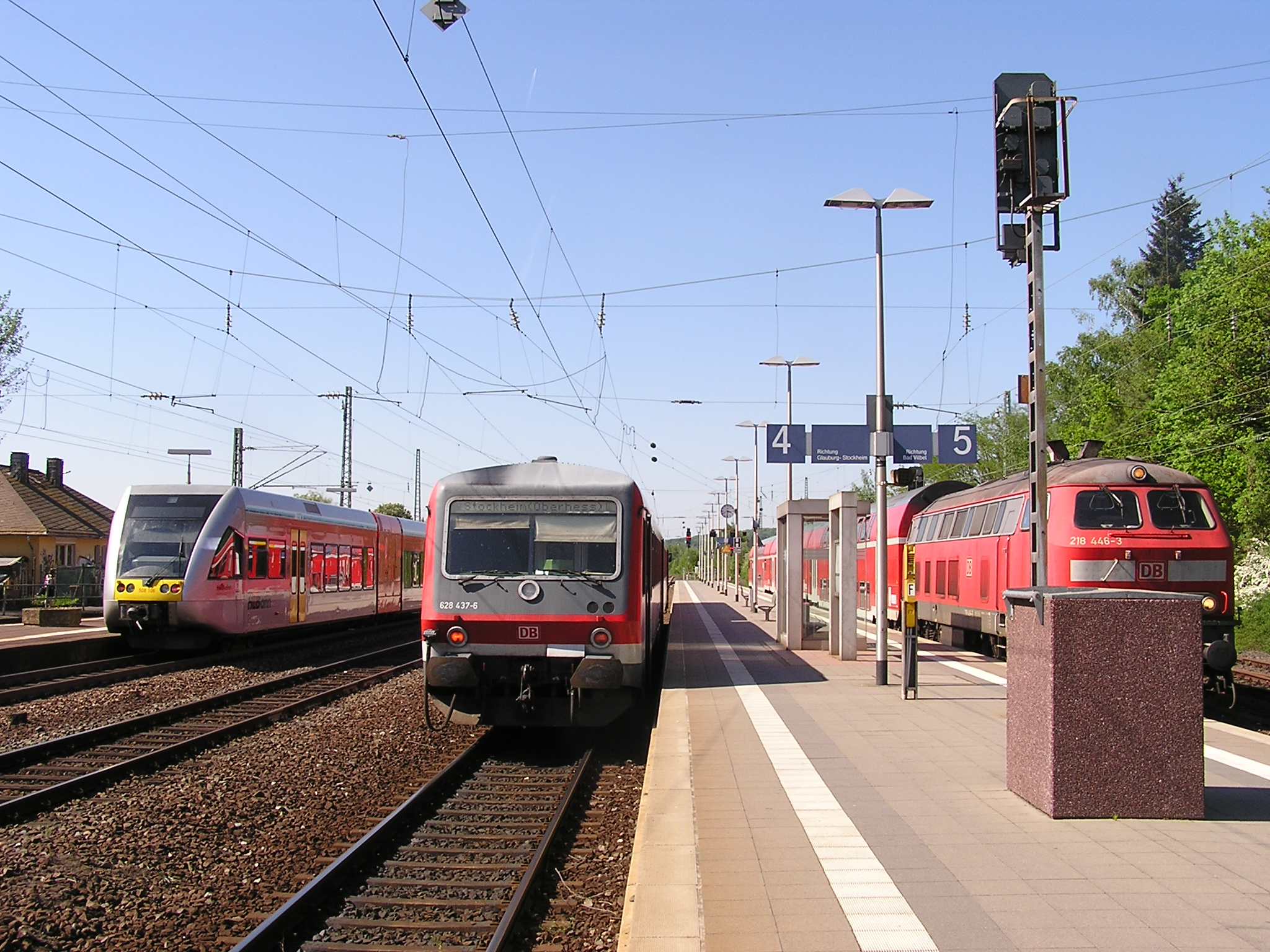
ニッデラウ駅

### 交通
ニッデラウ駅は、鉄道フリートベルク - ハーナウ線およびニッダータール鉄道の駅である。ここから、フランクフルト・アム・マイン、ハーナウ、フリートベルク (ヘッセン)、シュトックハイム（グラウブルク町内）へは大変に接続がよい。

### 教育
ニッデラウ市には4校の基礎課程学校（オストハイム基礎課程学校、ヘルデンベルゲン市区のアルベルツ＝シュヴァイツァー＝シューレ・ニッデラウ、ヴィンデッケン市区のクルト・シューマッヒャー＝シューレ、アイヒェン市区のパウル＝マール＝シューレ）がある。さらに教育補助、言語障害者のためのオストハイム市区のヨハン・ヒンリヒ・ヴィヒェルン＝シューレや第5学年から第10学年のための統合型総合学校ベルタ・フォン・ジュトナー＝シューレがある。

## 人物

### 出身者
- ヴィルヘルム・アダム（1893年 - 1978年）軍人、政治家

## 引用
1. ↑  Hessisches Statistisches Landesamt: Bevölkerung in Hessen am 31.12.2023 (Landkreise, kreisfreie Städte und Gemeinden, Einwohnerzahlen auf Grundlage des Zensus 2011)]
2. ↑  Max Mangold, ed (2005). Duden, Aussprachewörterbuch (6 ed.). Dudenverl. p. 582. ISBN 978-3-411-04066-7
3. ↑  Erlass des Hessischen Ministers des Innern vom 17. Dezember 1969 ― IV A 22 ― 3 k 08/05 ― 3/69 ― Betrifft: Zusammenschluß der Gemeinde Heldenbergen im Landkreis Friedberg und der Stadt Windecken im Landkreis Hanau zur Stadt „Nidderau“ im Landkreis Hanau (StAnz. 1/1970 p. 5)
4. ↑  2011年3月27日の市議会議員選挙結果、ヘッセン州統計局（2012年11月24日 閲覧）
5. ↑  “Bürgermeisterwahl - Stadt Nidderau - 29.11.2020”. 2021年9月18日閲覧。